# Крістіна Штюрмер
Крістіна Штюрмер (нім. Christina Stürmer; нар. 9 червня 1982, Лінц, Верхня Австрія) — австрійська співачка, що працює переважно в попрок жанрі. Є однією з найпопулярніших виконавиць Австрії: загальні продажі дисків склали понад півтора мільйона примірників.

## Кар'єра

### Початок кар'єри
З 13 років Крістіна Штюрмер грала на саксофоні у складі дитячого біг-бенду, крім цього грала на флейті. З 1998 року грала в групі «Скотті», виконувала переважно англомовні пісні. Потім брала участь в А капела-групі Sulumelina. Залишивши гімназію, пройшла навчання роботі в книжковій мережі Amadeus.
У 2003 році брала участь у кастинг-шоу Starmania на каналі ORF, де виступала, головним чином, з американськими хітами, виконавши, зокрема, пісні Piece of My Heart і i'm Gonna Getcha Good. Зайняла друге місце, виступивши в фіналі з піснею Ein Kompliment групи Sportfreunde Stiller.
Незабаром після участі в шоу випустила свою першу пісню — Ich Lebe, яка дев'ять тижнів протрималася на вершині австрійського хіт-параду. Незабаром з'явився сингл Mama Ana Ahabak (назва означає арабською — «мама, я люблю тебе»), присвячений жертвам війни в Іраку. Цей сингл знову таки перебував на першому місці хіт-параду протягом дев'яти тижнів. Кілька тижнів на вершині хіт-параду завоював і альбом Freier Fall. Восени 2003 року Крістіна Штюрмер вирушила в турне Австрією.

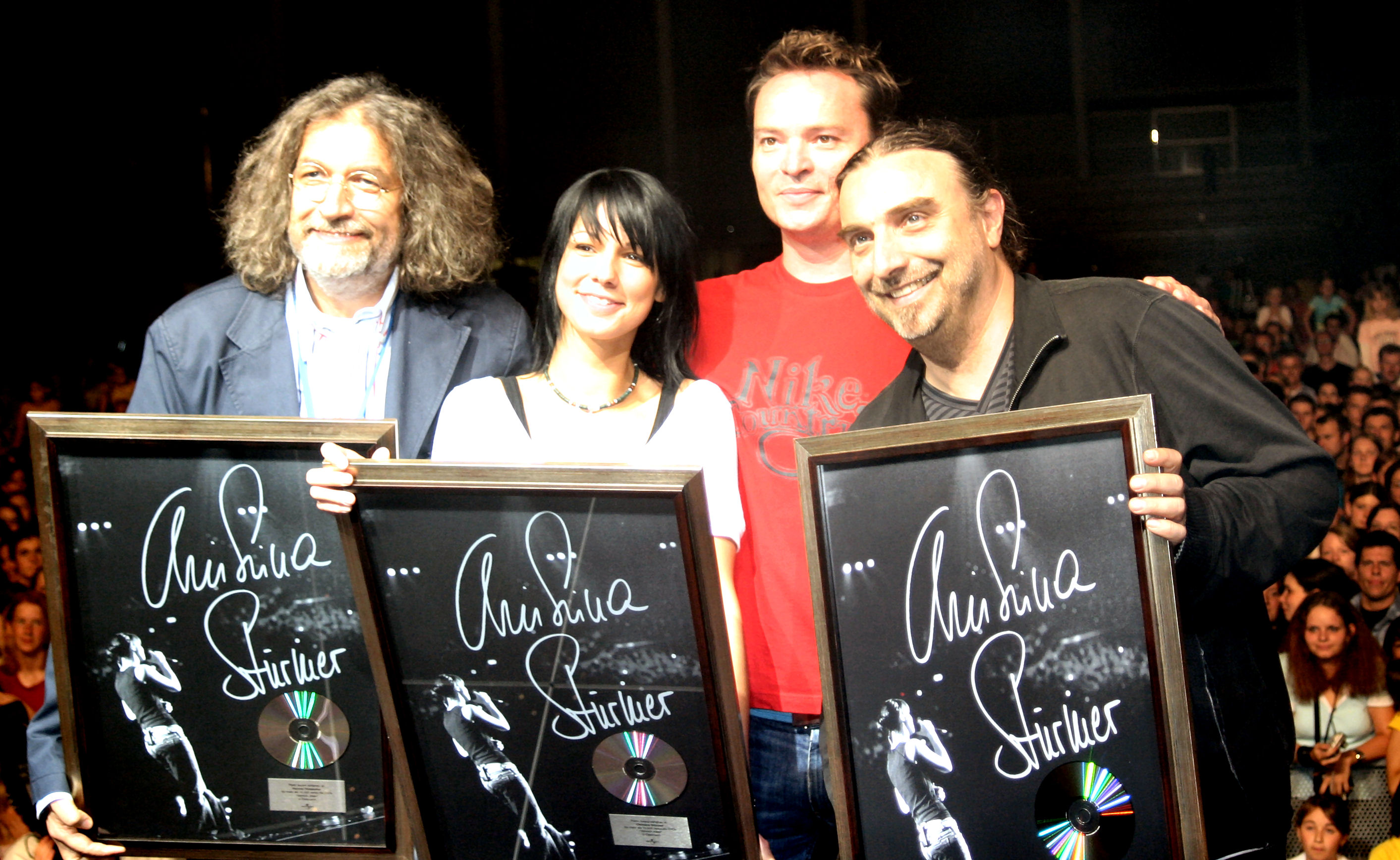
Крістіна Штюрмер та її музичні менеджери на нагородженні у зв'язку отриманням альбомом Wirklich alles статусу платинового. (2005 рік)

У травні 2004 року студія Vevendi випустила альбом Soll das wirklich alles sein. Матеріали з осіннього туру Wirklich-Alles!  були зібрані на DVD.
Деякі композиції Крістіна Штюрмер представила в ході клубного туру Ungeschminkt.

### Популярність у Німеччині
Штюрмер та її менеджери Адреас Штрайт і Бернард Ренгелшаузен готувалися до виходу на німецький ринок. Сингл Vorbei вийшов в Німеччині 2004 року, але всупереч очікуванням не набув великого успіху. 25 квітня 2005 року вийшов перероблений сингл Ich lebe, що зайняв в німецькому хіт-параді четверте місце.
Наступний альбом Шварц Weiss (вийшов у червні 2005 року у Німеччині та Швейцарії) завоював третє місце у німецькому хіт-параді альбомів і понад рік залишався в двадцятці.
Багато раніше виданих в Австрії пісень були перероблені, згідно із новим німецьким поп-рок-трендом. Серед них пісні з альбомів, а також сингли Engel fliegen einsam, Mama Ana Ahabak і Immer an euch geglaubt.
Наприкінці 2005 року Крістіна Штюрмер з групою влаштувала турне Німеччиною та Швейцарією, під час якого Schwarz-Weiss було проведено близько сорока концертів, багато з яких вимагали перенесення на значно більші майданчики, ніж планувалося, через величезний попит. На початку 2006 року Крістіна Штюрмер і група взяли участь у конкурсі Jägermeister Rock: Liga, змагаючись з гуртами Dorfdisko й AK4711.

### Подальша кар'єра
У квітні 2006 Крістіна Штюрмер повернулася в Австрію, випустивши сингл Nie Genug, що посів перше місце хіт-параду.
Крістіна Штюрмер взяла участь в організованому Ö3 в Гензерндорфі благодійному концерті на допомогу жертвам повені.
Зі зростанням популярності Крістіна Штюрмер почала активно зніматись у рекламі, зокрема, мережі McDonald's та австрійського морозива «Eskimo». У багатьох роликах використовувалась пісня Nie Genug (з нім. — «Ніколи не достатньо»), вона також стала основним музичним мотивом серіалу Все, що має значення.
Альбом Lebe lauter, що вийшов 2006 року зайняв перші місця як в австрійському, так і в німецькому хіт-парадах.
У 2008 році Крістіна Штюрмер змінила команду свого менеджменту.
Незабаром вийшов альбом Laut-Los. На тлі поп-рок репертуару ніжним мелодійним рядом виділяється пісня Orchester in mir з цього альбому, написана Ясмир Вагнер, згодом отримала кавер герлбенда Saphir. Для Євро-2008 була підготовлена стадіонна версія пісні Fieber, представлена на грі Австрія-Нідерланди.
Альбом 2009 року In dieser Stadt посів перше місце в австрійському хіт-параді, але не увійшов до першої п'ятірки інших німецькомовних країн. Преса сприйняла це як провал. Після цього була знову проведена зміна менеджменту.
Альбом Nahaufnahme, що вийшов у 2010 році отримав статус платинового, але вийти на перше місце австрійських чартів він так і не вийшов.
Піснями останніх років є енергійні сингли Mehr als perfekt і Wir leben den Moment, а також меланхолійна пісня Wenn die Welt untergeht.

## Особливості творчості
На початку музичної кар'єри Крістіна Штюрмер працювала в досить широкому спектрі жанрів: від поп-шлягерів до альтернативного року. З часом її стиль все більшою мірою орієнтувався на німецький рок. Після її п'ятого альбому — Lebe lauter творчість Штюрмер ставлять в одному ряду з групами Juli, Echt і Silbermond.
Після участі в Starmania (2003) Крістіна Штюрмер співає виключно німецькою мовою. Мова її пісень — позбавлена австрицизмів, це — стандартна німецька, що часом явно тяжіє до «бундесдойчу». Пісню Райнхарда Фендриха Weus'd a Herz hast wia a Bergwerk австрійським діалектом Штюрмер виконувала в гостях у шоу Volle Kanne на німецькому каналі ZDF у вересні 2010 року.
Тексти пісень зачіпають теми любові і партнерства, алкоголю і наркотиків, а також ставлення до влади, влади, війни і миру, питання швидкоплинності, смерті і вічного життя.
Крістіна Штюрмер створила образ «сусідської дівчини», яка не літає в хмарах, а проявляє життєлюбність і природність. У пресі Крістіна Штюрмер найчастіше порівнюється із Авріл Лавін.
Велика частина пісень написана зовнішніми композиторами і поетами-піснярами, член групи Олівер Варга також працював як композитор.

## Група
Учасники групи Крістіни Штюрмер:

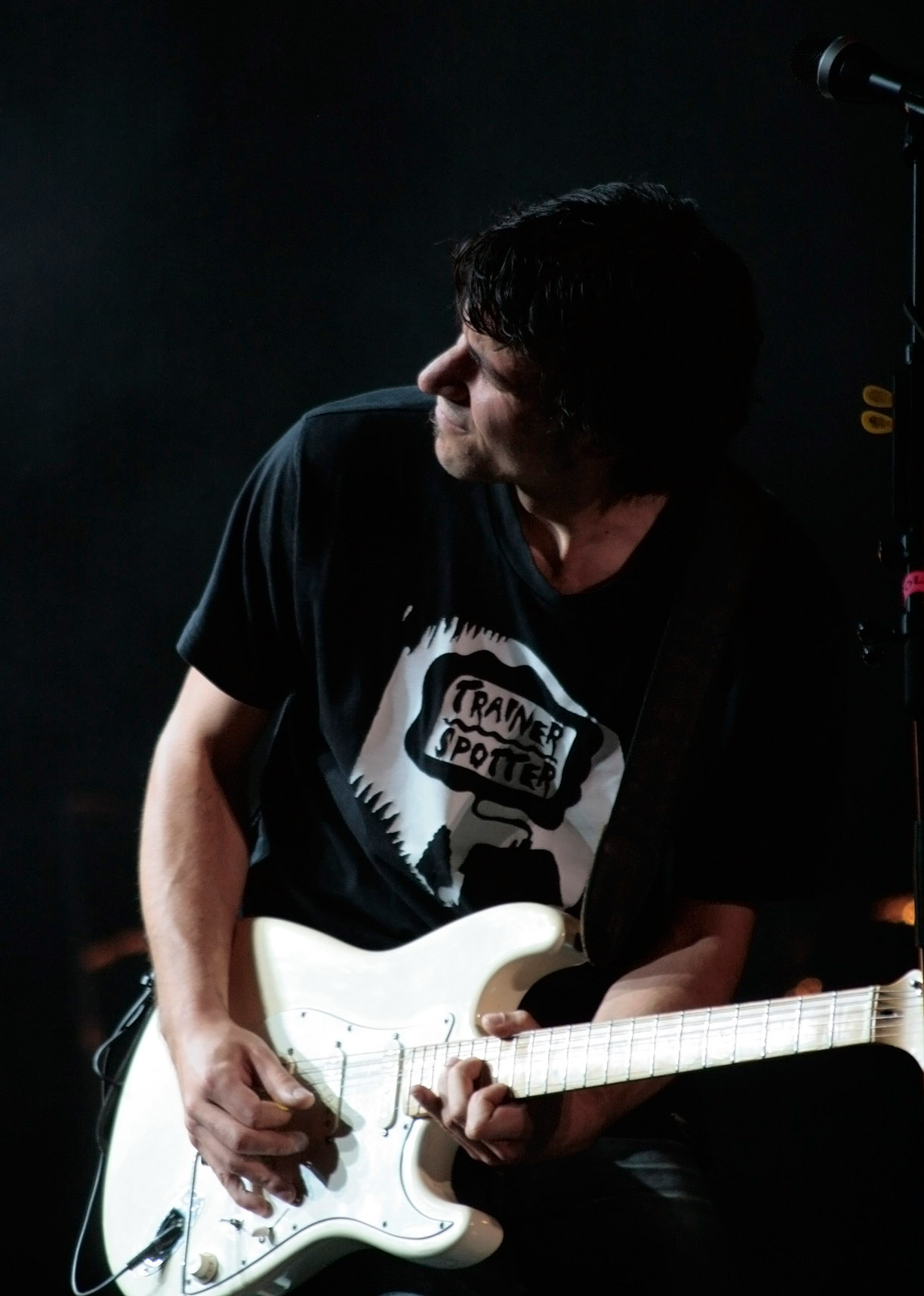
Олівер Варга — гітарист (Австрія)
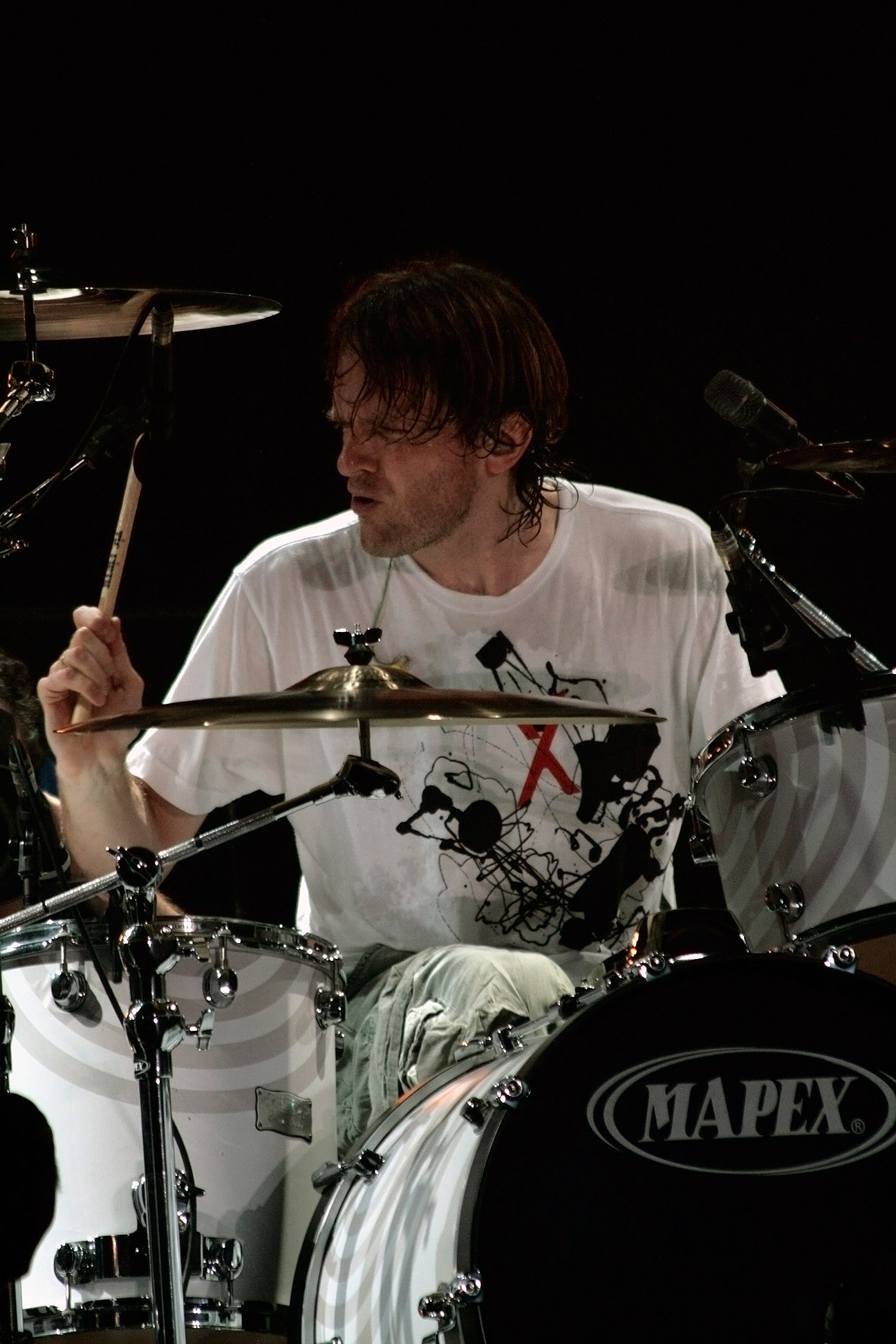
Клаус Перес-Саладо — ударник (Іспанія)
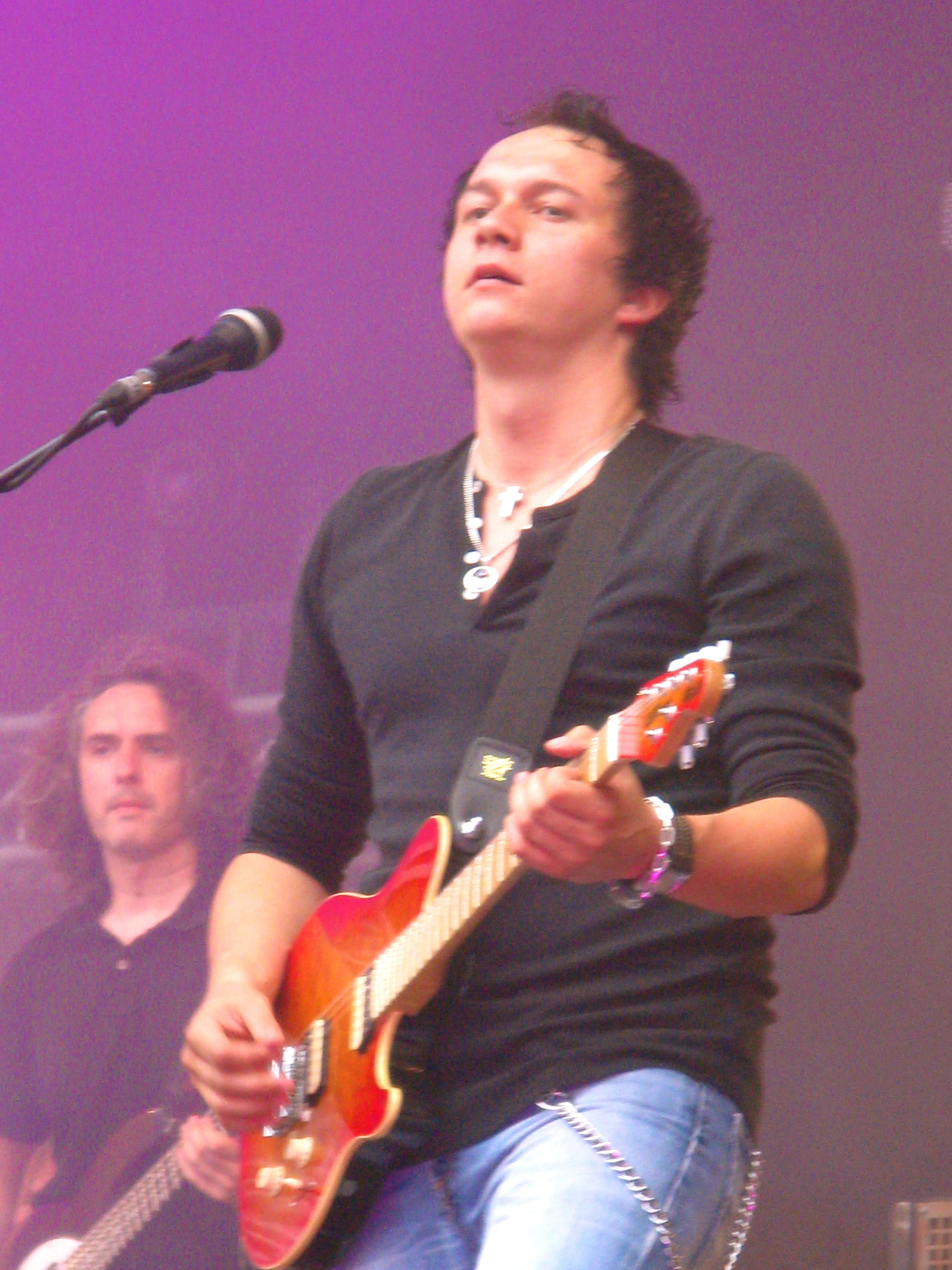
Mathias Simoner (з 2009)

Колишні учасники групи:

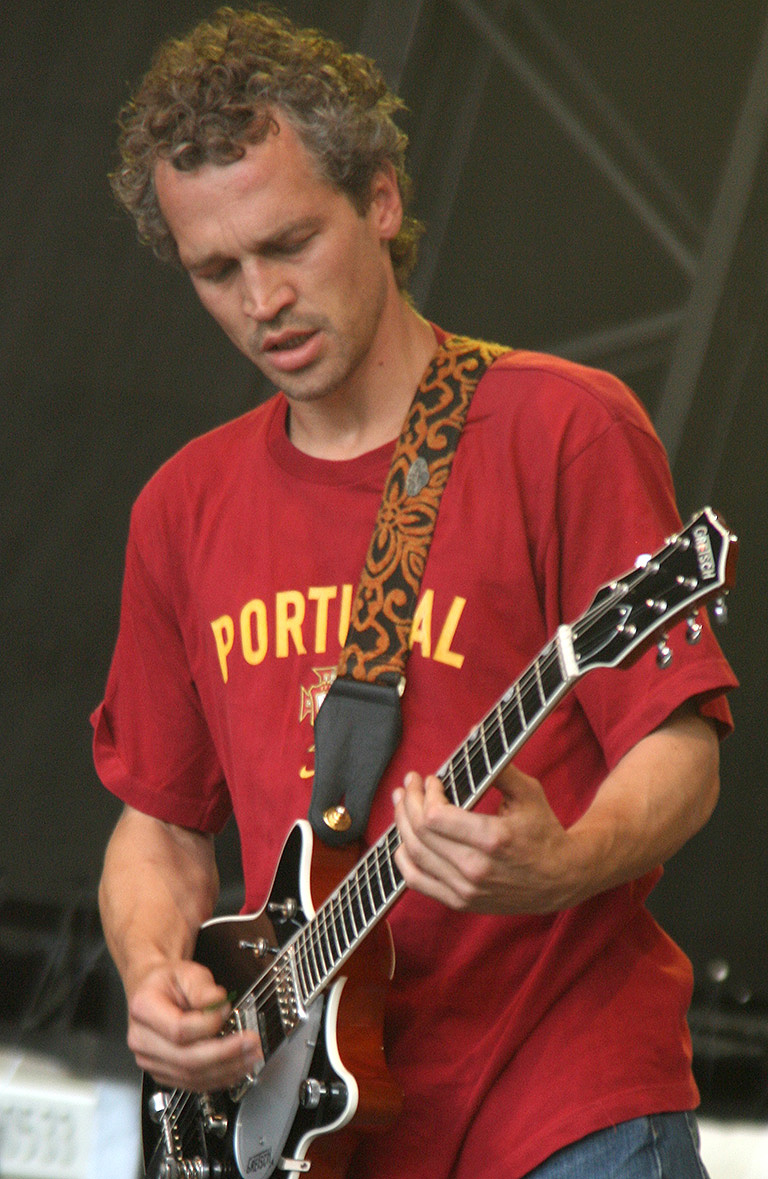
Гартмут Камм — акордеоніст, гітарист, клавішник (до 2009)
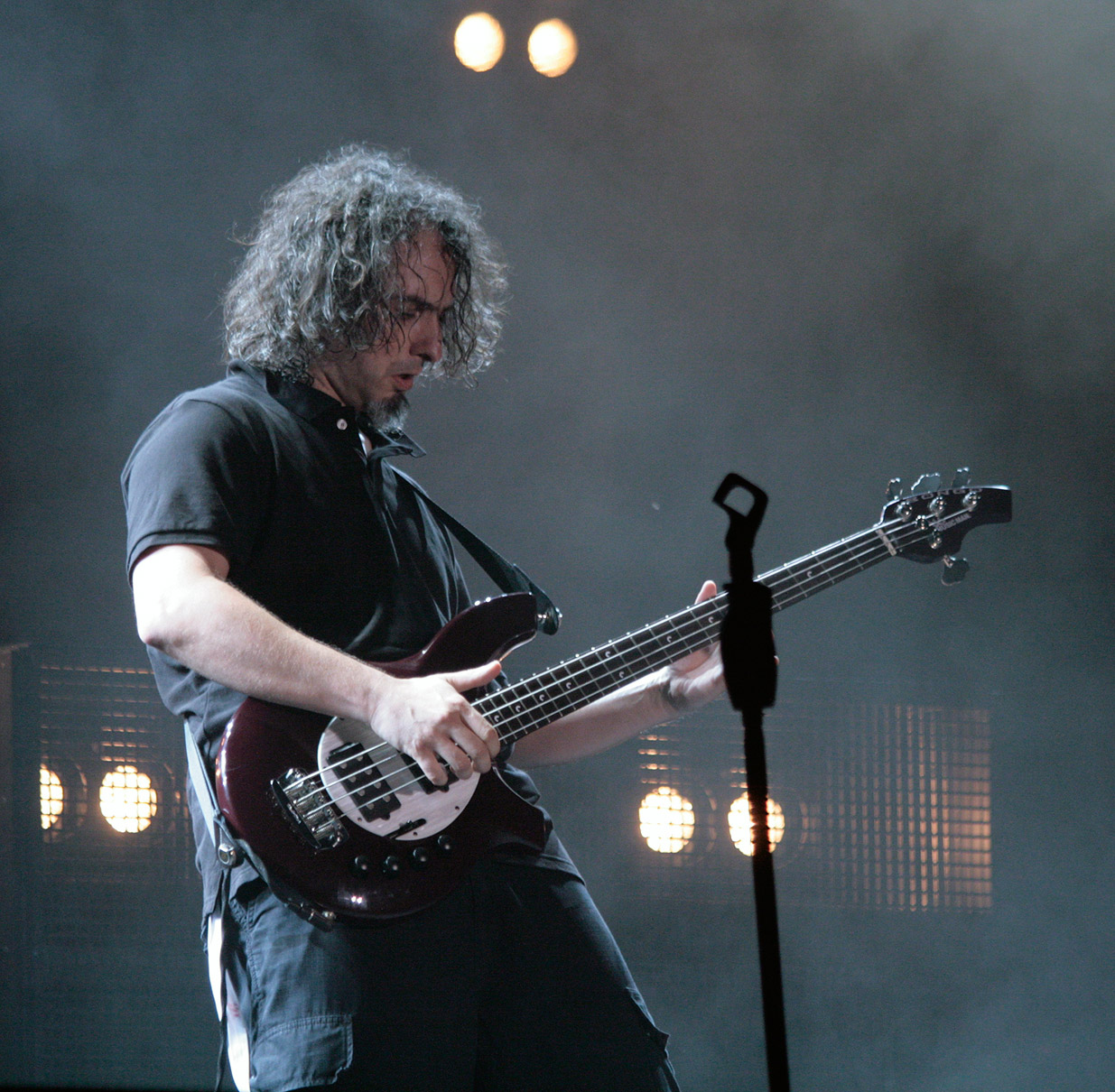
Гвінел Дамман — бас-гітарист (2012) (Франція)

## Громадська діяльність

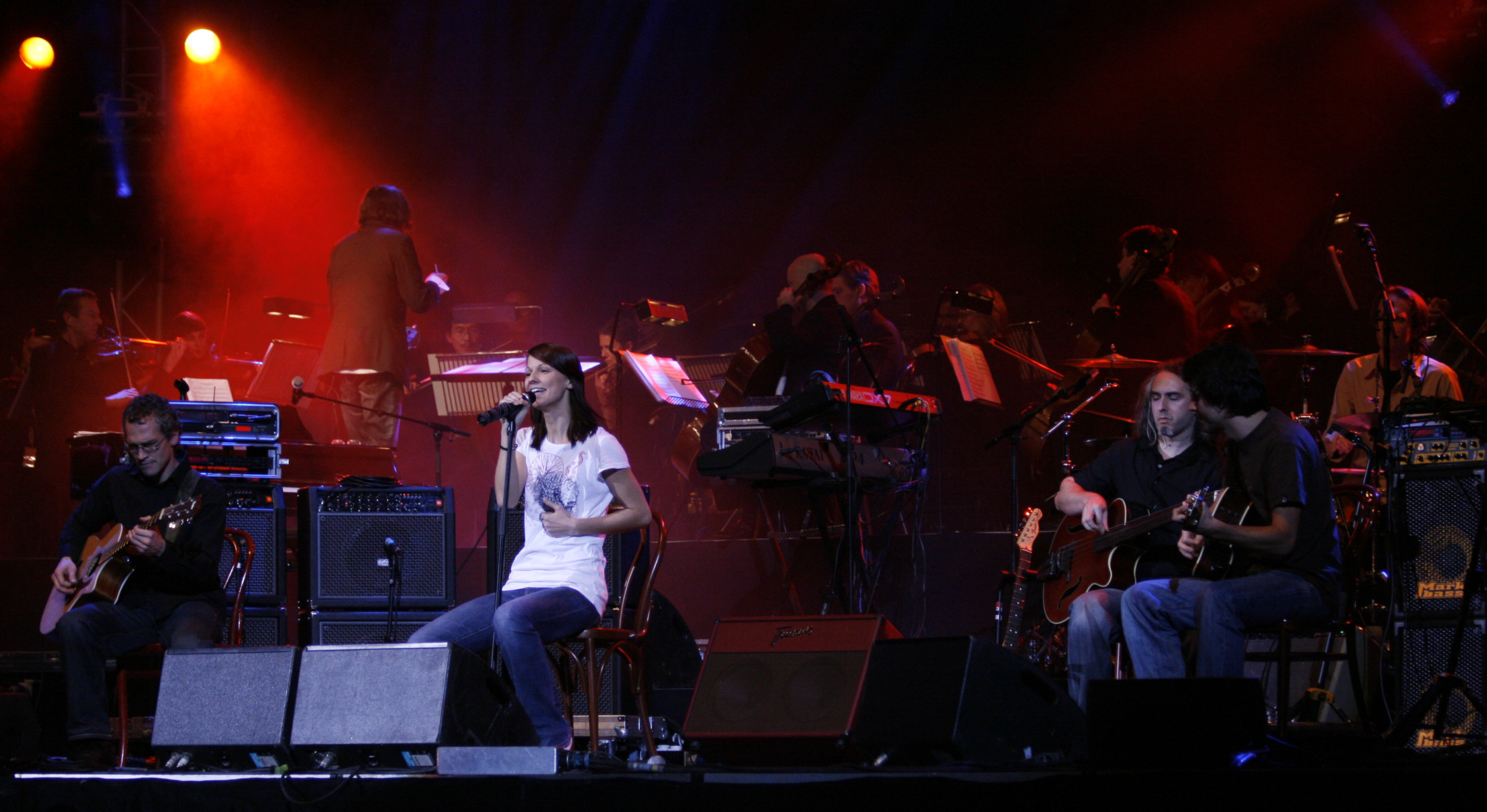
Крістіна Штюрмер і група виступають з Крістіаном Колоновіцем та Віденським симфонічним оркестром на благодійному концерті Atemberaubend 08 (22 листопада 2008)

Крістіна Штюрмер бере участь у різних соціальних проєктах. Вона підтримує проведену мережею mcdonald's програму допомоги дітям, які страждають на рак, і акцію www.deine-stimme-gegen-armut.de (з нім. — «твій голос проти бідності»); є «послом» середньонімецького дитячого хоспісу, проводячи в його інтересах благодійні концерти; бере участь в акціях з охорони природи, зокрема, брала участь у фотосесії журналу Max; багаторазово брала участь у проведенні організованих ORF благодійних зборів Licht ins Dunkel. Крістіна Штюрмер і група брали участь у благодійному концерті Atemberaubend 08 на допомогу страждаючим легеневою гіпертензією.

## Політика
У ході виборчої кампанії 2003 року Австрійська народна партія, не питаючи дозволу співачки використовувала її фотографію в брошурах. У зв'язку з цим Крістіна Штюрмер роз'яснила в інтерв'ю, що за цю партію не стане голосувати в жодному разі, але ніяких дій зроблено не було. Разом з тим, під час парламентських виборів 2006 року партія знову використовувала фотографію Крістіни Штюрмер для здобуття підтримки молоді, коли випустили брошури, присвячені австрійському канцлеру Вольфгангу Шюсселю і ще кільком партійним політикам. Цього разу співачка звернулась за допомогою до адвоката.

## Особисте життя
У пресі були чутки про стосунки Крістіни Штюрмер з Олівером Варгою — гітаристом з її групи.

## Дискографія

### Альбоми
- Freier Fall (Вільне падіння) (2003) #1 Австрія (Австрія: 4× Платиновий[12])
- Soll das wirklich alles sein? (Це і справді все?)  (2004) #1 Австрія (Австрія: 3× Платиновий)
- Шварц Weiss (Чорно-біле) (2005) #3 Німеччина, #12 Швейцарія (Німеччина: 2× Платиновий[13], Швейцарія: Золотий[14])
- Lebe Lauter (Живи голосніше) (2006) #1 Німеччина, #6 Швейцарія, #1 Австрія (Австрія: 2× Платиновий, Швейцарія: Золотий)
- laut-Los (Беззвучно або Голосніше, погнали! (гра слів)) (2008) #1 Австрія, #9 Німеччина, #13 Швейцарія (Австрія: Платиновий)
- In dieser Stadt (В цьому місті)  (2009)
- Nahaufnahme (Великий план) (2010) (Австрія: Платиновий)
- Ich hör auf mein Herz (Я слухаюся свого серця) (2013)
- Seite an Seite (пліч-о-Пліч) (2016)

#### Альбоми живих виступів
| Рік  | Назва                                                                  | Позиція в хіт-параді | Продажі         |
| Рік  | Назва                                                                  | Австрія              | Продажі         |
| ---- | ---------------------------------------------------------------------- | -------------------- | --------------- |
| 2005 | Wirklich Alles! (Дійсно все!) - Вийшов: червень 2005 - Студія: Polydor | 3                    | AUS: Платиновий |

### Сингли
| Рік  | Назва                                                               | Австрія | Німеччина | Швейцарія | Європейський Союз | Альбом                                        | Продажі         |
| ---- | ------------------------------------------------------------------- | ------- | --------- | --------- | ----------------- | --------------------------------------------- | --------------- |
| 2003 | «Ich lebe» (Я живу)                                                 | 1       | -         | -         | -                 | Freier Fall                                   |                 |
| 2003 | «Geh Nicht Wenn du Kommst» (Не йди, коли приходиш)                  | 5       | -         | -         | -                 | Freier Fall                                   |                 |
| 2003 | «Alles und mehr» (Все і більше)                                     | 2       | -         | -         | -                 | Starmania Songs                               |                 |
| 2003 | «Mama (Ana Ahabak)»                                                 | 1       | -         | -         | -                 | Freier Fall                                   | AUS: Платиновый |
| 2004 | «Vorbei» (Позаду)                                                   | 1       | 83        | -         | -                 | soll das wirklich alles sein? & Schwarz Weiss | AUS: Золотой    |
| 2004 | «Bus durch London» (Автобус через Лондон)                           | 5       | -         | -         | -                 | soll das wirklich alles sein?                 |                 |
| 2004 | «Weißt du wohin wir gehen» (Чи знаєш ти куди ми йдемо?)             | 8       | -         | -         | 183               | soll das wirklich alles sein?                 |                 |
| 2005 | «Liebt sie dich so wie ich?» (Чи любить вона тебе так, як я?)       | 7       | -         | -         | 188               | soll das wirklich alles sein?                 |                 |
| 2005 | «Ich lebe» (Я живу)                                                 | 26      | 4         | 21        | 18                | Schwarz Weiss                                 | GER: Золотой    |
| 2005 | «Engel fliegen einsam» (Ангели літають самотніми)                   | 10      | 16        | -         | 44                | Schwarz-Weiß                                  |                 |
| 2005 | «Mama (Ana Ahabak)»                                                 | -       | 11        | 33        | 25                | Schwarz Weiss                                 |                 |
| 2006 | «Immer an euch geglaubt» (Завжди у вас вірила)                      | -       | 46        | -         | -                 | Schwarz-Weiß                                  |                 |
| 2006 | «Nie genug» (Ніколи не досить)                                      | 1       | 15        | 35        | 46                | Lebe Lauter                                   |                 |
| 2006 | «Um bei dir zu sein/An Sommertagen» (Щоб бути з тобою / По неділях) | 1       | -         | -         | -                 | Lebe Lauter                                   | AUS: Золотой    |
| 2006 | «Ohne Dich» (Без тебе)                                              | 8       | 33        | 47        | -                 | Lebe Lauter                                   |                 |
| 2007 | «Scherbenmeer» (Море уламків)                                       | 6       | 16        | 59        | 77                | Lebe Lauter                                   |                 |
| 2007 | «Augenblick am Tag» (Мить удень)                                    | 29      | -         | -         | -                 | Lebe Lauter                                   |                 |
| 2007 | «Um bei dir zu sein» (Щоб бути з тобою)                             | -       | 39        | -         | -                 | Lebe Lauter                                   |                 |
| 2007 | «Mitten Unterm Jahr» (Посеред дна року)                             | 4       | -         | -         | -                 | Lebe Lauter                                   |                 |
| 2008 | «Träume leben ewig» (Мрії живуть вічно)                             | 10      | 40        | -         | -                 | laut-Los                                      |                 |
| 2008 | «Fieber» (Лихоманка)                                                | 6       | 11        | 92        | -                 | laut-Los                                      |                 |
| 2009 | «Ist mir egal» (Мені байдуже)                                       | 8       | 28        | -         | -                 | In dieser Stadt                               |                 |
| 2009 | «Mehr als perfekt» (Більше, ніж досконалість)                       | 23      | 99        | -         | -                 | In dieser Stadt                               |                 |